# Zarela Muriel
Zarela Muriel (ur. ?) – boliwijska lekkoatletka, tyczkarka.
Była rekordzistka kraju.